# Puras cuecas
Puras Cuecas es un álbum recopilatorio de cuecas de la familia Parra, encabezada por Isabel, conteniendo interpretaciones de su madre, Violeta Parra, su hermano Ángel y su hija Tita.
El disco, que contiene 25 creaciones, reúne una serie de cuecas chilenas interpretadas y registradas por Isabel Parra, algunas junto a su madre Violeta Parra y a su hermano Ángel. Las versiones son registros originales y cada una de ellas representa estilos, formas y contenidos según el lugar donde fueron recogidas, varias de ellas por Violeta en su trabajo de investigación folclórica. El álbum contiene canciones registradas en diversos lugares del mundo, y en diferentes épocas. Las canciones más "actuales" (procedentes de 1985), fueron grabadas en Buenos Aires, Argentina y cuentan con la ayuda de Piero y León Gieco.
Se trata primariamente de un disco compilatorio de cuecas editadas por Isabel Parra a lo largo de toda su carrera, en el que se intercalan grabaciones de su madre y su hermano, incluyendo además los primeros registros existentes de composiciones de Roberto Parra Sandoval, cantadas por Ángel Parra. El álbum fue puesto a la venta en 2004, y en su portada se puede ver una imagen de Isabel Parra bailando cueca con Víctor Jara, acompañados de Rolando Alarcón en palmas.

## Lista de canciones
Todas las canciones son interpretadas por Isabel Parra, excepto donde se indique.
| Puras cuecas | |                             |          |  |
| N.º          | Título | Escritor(es)                | Duración |  |
| 1.           | «Cueca del balance» (interpretan Violeta e Isabel Parra; grabada anteriormente por Violeta en El folklore de Chile, vol. III – La cueca presentada por Violeta Parra) |                             | 2:39     |  |
| 2.           | «El gallo de mi vecina» (interpretan Isabel y Ángel Parra) |                             | 1:47     |  |
| 3.           | «Para qué me casaría» |                             | 1:33     |  |
| 4.           | «Un viejo me pidió un beso» (grabada anteriormente por Violeta en El folklore de Chile, vol. III – La cueca presentada por Violeta Parra)                             |                             | 1:31     |  |
| 5.           | «Las gatas con permanente» (interpreta Ángel Parra) | Roberto Parra               | 1:48     |  |
| 6.           | «El 25 de enero» (interpreta Ángel Parra) | Roberto Parra               | 1:21     |  |
| 7.           | «Viva el 18 de septiembre» |                             | 1:43     |  |
| 8.           | «Ven acá, regalo mío» (interpretan Violeta e Isabel Parra) | Violeta Parra               | 1:51     |  |
| 9.           | «Malaya del amor» |                             | 1:32     |  |
| 10.          | «Señora si voy al campo» | Tito Rojas, Isabel Parra    | 1:42     |  |
| 11.          | «El desconfiado» | Isabel Parra                | 1:54     |  |
| 12.          | «Solita duermo en mi cama» |                             | 1:59     |  |
| 13.          | «La conversa #1» | Payo Grondona               | 1:21     |  |
| 14.          | «La conversa #2» | Payo Grondona               | 1:33     |  |
| 15.          | «Cuecas del libro #1» | Violeta Parra               | 1:33     |  |
| 16.          | «Cuecas del libro #2» | Violeta Parra               | 1:21     |  |
| 17.          | «Los pueblos americanos» (interpreta Violeta Parra) | Violeta Parra               | 1:52     |  |
| 18.          | «Quisiera tener cien pesos» | Violeta Parra, Isabel Parra | 1:52     |  |
| 19.          | «Cueca larga de la noche #1» | Violeta Parra, Isabel Parra | 1:47     |  |
| 20.          | «Cueca larga de la noche #2» | Violeta Parra, Isabel Parra | 1:14     |  |
| 21.          | «Al puerto de Valparaíso #1» (interpreta Ángel Parra) | Ángel Parra                 | 2:06     |  |
| 22.          | «Al puerto de Valparaíso #2» | Ángel Parra                 | 1:33     |  |
| 23.          | «Aromas» | Isabel Parra                | 1:30     |  |
| 24.          | «Enlaces» | Isabel Parra                | 3:37     |  |
| 25.          | «En los altos de Colombia» (interpretan Violeta e Isabel Parra) | Violeta Parra               | 1:42     |  |

## Enlaces
- Feria del Disco
- Información del álbum en Página12
- Información del álbum en Clarín.com

- Datos: Q5843396